# سعدة (بلدة)
بلدة سعدة هي إحدى المدن التابعة لقضاء القائم غرب محافظة الأنبار، التابعة إداريًا إلى ناحية الكرابلة يحدها من الغرب ناحية الكرابلة ومن الشرق قرية جريجب ومن الشمال نهر الفرات وقرية الدرجة، ومن الجنوب صحراء مفتوحة، يعتمد سكانها على الزراعة والتجارة بسبب قربها من الحدود العراقية - السورية.

## التسمية
تشير بعض الروايات ان أصل تسمية القرية يعود إلى اسم امرأة كانت تسكن تلك المنطقة تسمى (سعدة)، ورواية أخرى وهي السائدة ان المدينة يكثر فيها نبات سعد (مفردة)، وجمعها (سعدة) وهذا النوع من النباتات يكون كثيف ويوجد بكثرة في المدينة، والذي كان يستخدم قديماً لعلاج بعض الامراض.

## الأحداث
استولى تنظيم الدولة الإسلامية على المدينة في عام 2014، وحررت في عهد حيدر العبادي بمشاركة الجيش العراقي والحشد الشعبي في نهاية عام 2017.